# PROPE
PROPE (czyt. pro-pe, z łac. obok, blisko) jest niezależnym studiem developingu gier komputerowych założonym przez byłego projektanta Sega Yuji Naka. Firma jest częściowo opłacana przez Sega w ramach "programu wsparcia niezależnych twórców gier wideo". Kapitał początkowy firmy wynosił 10 milionów jenów, z czego 10% pokryła Sega.